# Serpil Gür
Serpil Gür es una deportista turca que compitió en taekwondo. Ganó una medalla de oro en el Campeonato Europeo de Taekwondo de 1990 en la categoría de –47 kg.

## Palmarés internacional
| Campeonato Europeo | Campeonato Europeo | Campeonato Europeo | Campeonato Europeo |
| Año                | Lugar              | Medalla            | Categoría          |
| ------------------ | ------------------ | ------------------ | ------------------ |
| 1990               | Århus (Dinamarca)  | Medalla de oro     | –47 kg             |